# L'Autre Face du parrain
Pour plus de détails, voir Fiche technique et Distribution.
L'Autre Face du parrain (L'altra faccia del padrino) est une comédie policière franco-italienne réalisée par Francesco Prosperi et sortie en 1973.

## Synopsis
À New York, le parrain Don Vito Monreale rencontre par hasard le chanteur italo-américain Nick Buglione. Comme ces deux-là se ressemblent comme deux gouttes d'eau, Don Vito décide d'exploiter cette ressemblance à son avantage.

## Fiche technique
- Titre français : L'Autre Face du parrain[1]
- Titre original : L'altra faccia del padrino
- Autre titre italien : Il Belpaese[2]
- Réalisateur : Francesco Prosperi
- Scénario : Mario Amendola, Bruno Corbucci, Roberto Gianviti (it) et Francesco Prosperi
- Photographie : Gábor Pogány
- Montage : Alberto Gallitti
- Musique : Bruno Canfora
- Décors : Dario Micheli (it)
- Costumes : Luciana Marinucci, Enrico Fiorentini
- Maquillage : Giannetto De Rossi (it)
- Production : Dino De Laurentiis, Leo Jaffe
- Société de production : Dino De Laurentiis Cinematografica, Columbia Pictures France
- Société de distribution : Titanus
- Pays de production :  Italie -  France
- Langue de tournage : italien
- Format : couleur - 2,35:1 - Son mono - 35 mm
- Durée : 100 minutes
- Genre : Comédie et film de gangsters
- Dates de sortie :
  - Italie : 4 mai 1973
  - France : 1973

## Distribution
- Alighiero Noschese : Don Vito Monreale / Nick Buglione
- Lino Banfi : Rocky Canosa
- Fausto Tozzi : Tony Malonzo
- Minnie Minoprio : Bonnie
- Haydée Politoff : Angelica
- Stefano Satta Flores : Jimmy Salvozzo
- Elena Fiore (it) : la femme de Don Vito
- Mario Pilar : Tom Lager
- Raymond Bussières : Don Gennaro Magliulo
- Lenny Montana :
- Dada Gallotti :
- Bruno Boschetti :
- Franca Sciutto :
- Marco Danieli
- Vincenzo Falanga :
- Romano Puppo :
- Claudio Ruffini :
- Goffredo Unger :
- Luciano Dalla Pria